# Тхіловані
Тхіловані (груз. თხილოვანი) — село в Грузії.
За даними перепису населення 2014 року в селі проживає 12 осіб.